# Exodus (Film)
Exodus ist ein US-amerikanischer fast dreieinhalbstündiger Monumentalfilm aus dem Jahr 1960, dem der gleichnamige Roman von Leon Uris zugrunde liegt. Regisseur und Produzent war Otto Preminger, den Soundtrack komponierte Ernest Gold, das Drehbuch schrieb Dalton Trumbo. Ihm wird eine hohe Bedeutung bei der Wahrnehmung des Nahostkonflikts in den USA zu Gunsten Israels beigemessen. Die israelische Diplomatie förderte aktiv die weltweite Verbreitung des Films.

## Handlung
Der Film mischt – genau so wie Leon Uris in der Romanvorlage – historische Ereignisse mit fiktiven Handlungssträngen, die der Dramatik des Filmstoffs dienen. Drehort ist unter anderem Jerusalem.
Die US-amerikanische Krankenschwester Katherine „Kitty“ Fremont ist 1947 in einem Internierungslager auf Zypern beschäftigt, in dem tausende jüdische „Displaced Persons“ aus Europa untergebracht sind. Hierbei handelt es sich zumeist um heimatlose KZ-Überlebende, die versucht hatten, in das britische Mandat Palästina auszuwandern, davor jedoch von den Briten abgefangen und auf Zypern interniert worden waren, weil diese damals noch die Politik des „Weißbuches“ von 1939 verfolgten. Kitty lernt hier Karen Hansen und Dov Landau kennen. Karen ist ein 15-jähriges, deutsch-jüdisches Mädchen aus Dänemark, dessen Vater als vermisst gilt, und Dov ein 17-jähriger, polnisch-jüdischer Überlebender der Shoah, der im Sonderkommando von Auschwitz eingesetzt und vom Wachpersonal sexuell missbraucht worden war. Unterdessen gelingt Ari Ben Canaan, einem Mitglied der Haganah, unbemerkt die Reise von Palästina nach Zypern. Seine Rolle ist dem Vorbild von Jossi Harel nachempfunden. Mit der Hilfe des Zyprioten Mandria organisiert er ein Schiff, um damit gut 600 Juden, die alle auf dem gleichen Schiff angekommen waren, nach Palästina zu bringen. Ari verkleidet sich als britischer Offizier, um der örtlichen Militärverwaltung einen gefälschten Befehl vorzulegen, nach welchem die Juden mit dem Schiff offiziell nach Hamburg, in Wahrheit jedoch nach Palästina gebracht werden sollen. Als das Schiff, auf dem sich die Juden eingefunden haben, gerade aus dem Hafen fährt, erkennen die Briten, dass der Befehl eine Fälschung war. Es gelingt ihnen, die Ausfahrt des Schiffes zu blockieren. Eine Enterung unterlassen sie aber, nachdem die Haganah gedroht hat, das Schiff mitsamt seinen Passagieren mit Dynamit zu sprengen. Ari ruft die Passagiere des Schiffes daraufhin zu einem Hungerstreik auf, in der Hoffnung, dass die Briten sie fahren lassen. Er gibt den Passagieren dafür 20 Minuten Bedenkzeit, ob sie am Hungerstreik teilnehmen oder wieder ins Lager zurückkehren wollen. Die große Mehrheit entscheidet sich dafür, am Hungerstreik teilzunehmen. Anschließend werden die Lebensmittel über Bord geworfen, das Schiff in Exodus umbenannt und die weiß-blaue Flagge mit dem Davidstern – die spätere Flagge Israels – gehisst. Kitty wird als Krankenschwester auf das Schiff gelassen, wo sie sich nach Karen erkundigt. Dort lernt sie Ari kennen. Letztendlich geben die Briten nach und lassen die Exodus nach Palästina fahren. Wesentliche Elemente wurden im Film von der La-Spezia-Affäre auf die Exodus übertragen.
Der zweite Teil des Films spielt in Palästina und zeigt die letzten Monate der britischen Mandatszeit vor der Staatsgründung Israels. Nachdem die Exodus in Haifa angekommen ist, werden Karen und Dov Gan Dafna zugeteilt, einem Kibbuz in der Nähe des Berges Tabor, in dem Ari lebt und in dessen Umgebung auch seine Eltern und seine Schwester wohnen. Kitty hat Ari, Karen und Dov nach Palästina begleitet. Kitty und Ari verlieben sich im weiteren Verlauf des Films ineinander. Dasselbe gilt für Karen und Dov. Dov schließt sich in Palästina der Irgun an, deren örtlicher Ableger von Aris Onkel Akiva geführt wird. Weil Dov in Auschwitz gezwungen wurde, Löcher für Massengräber zu sprengen, ist er mit dem Umgang mit Sprengstoff vertraut, sodass er diese Kenntnisse nun im Dienst der Irgun anwenden kann. Das Verhältnis von Ari und seinem Vater Barak gegenüber Akiva ist angespannt. Ari wirft Akiva vor, dass er durch seine terroristischen Aktivitäten dem internationalen Ansehen des Zionismus schade; Barak hat den Kontakt zu Akiva völlig abgebrochen und zählt ihn am Jom Kippur zu den Toten. Nachdem Akivas Leute den Bombenanschlag auf das King David Hotel verübt haben, bei dem 91 Menschen (darunter viele britische Soldaten) getötet werden, gelingt es den Briten, alle Beteiligten außer Dov zu fassen. Dov wird von nun an vom Militär gesucht. Die Gefangenen werden daraufhin von einem Tribunal zum Tod durch den Strang verurteilt und warten im britischen Central Prison in Akko auf ihre Hinrichtung. Ari und seine Leute bieten der Irgun jetzt die Zusammenarbeit an, um Akiva und seine Männer aus dem Todestrakt zu befreien, doch die Irgun misstraut der Haganah anfänglich. Schließlich entscheiden sich beide Seiten jedoch dafür, ihre gegenseitige Distanzierung aufzugeben und zusammenzuarbeiten, weil sie der Ansicht sind, dass sie nur so eine Chance in dem bevorstehenden Arabisch-Israelischen Krieg hätten. Bei einer spektakulären Befreiungsaktion gelingt es ihnen tatsächlich, Akiva und seine Männer zu befreien, indem sie die Mauern des Gefängnisses mit Dovs Hilfe freisprengen (hier lehnt sich der Film an den Gefängnisausbruch von Akko an, bei dem 28 Mitglieder der Irgun und Lechi befreit wurden). Ari und Akiva werden auf der Flucht allerdings angeschossen. Akiva stirbt kurze Zeit später, doch Ari gelingt es, nach Gan Dafna zu fliehen. Um einer Durchsuchungsaktion der Briten in Gan Dafna zu entgehen, wird der schwer verwundete Ari allerdings in Abu Yesha, einem arabischen Dorf, das neben Gan Dafna liegt, untergebracht. Hier ist sein langjähriger Freund Taha, mit dem er zusammen aufgewachsen ist, der Muchtar des Dorfes. Kitty pflegt dort Aris Wunden.
Als am 29. November 1947 der UN-Teilungsplan für Palästina von der Generalversammlung der Vereinten Nationen angenommen wird, bricht in Gan Dafna begeisterter Jubel aus. Auch Ari ist erfreut über den Beschluss, doch Taha kann seine Freude nicht teilen. Er spricht an diesem Abend zu Ari, dass dieser seine Freiheit gewonnen und er seine verloren habe. Des Weiteren sagt er, dass es ihm noch nie so bewusst geworden sei wie an diesem Tag, dass er ein Muslim ist. Taha erfährt anschließend von dem früheren SS-Sturmführer von Storch, dass der Großmufti von Jerusalem, Mohammed Amin al-Husseini, befohlen hat, Gan Dafna anzugreifen, weil dies eine strategisch wichtige Stelle im kommenden Krieg sei. Taha solle hierfür 300 Mann seines Dorfes zur Verfügung stellen, die von 80 arabischen Soldaten unterstützt werden sollen, welche von von Storch ausgebildet wurden und unter dessen persönlichem Kommando stehen. Taha ist innerlich zerrissen: Er will die Einwohner von Gan Dafna nicht angreifen, will sich aber auch nicht dem Befehl des Mufti widersetzen, weil er sich sonst als Verräter an seinem Volk vorkommt. Schließlich widersetzt er sich dem Befehl zwar nicht, warnt Ari jedoch, dass dieser Gan Dafna evakuieren solle, damit niemand getötet werden kann. Gan Dafna wird daraufhin bis auf einige Wachleute des Palmach vollständig evakuiert. Am nächsten Morgen warten Ari und die Palmach-Leute auf den Angriff aus Abu Yesha, der jedoch ausbleibt. Darum beschließen sie, Abu Yesha selbst anzugreifen. Als sie in dem Dorf eintreffen, entdecken sie jedoch, dass es menschenleer ist. Die Leute des Mufti hatten eine Planänderung durchgeführt: Weil aufgeflogen war, dass Taha den Plan verraten hatte, hatten sie ihn verworfen und stattdessen Abu Yesha evakuieren lassen. Ari und seine Leute entdecken außerdem, dass Taha umgebracht wurde: Er wurde gehängt, ein Davidstern in seinen Oberkörper geritzt und ein Hakenkreuz an die Wand neben seinem Strick gemalt. Zur gleichen Zeit findet Dov heraus, dass auch Karen in der Nacht getötet wurde, nachdem sie ihn bei seinem Wachposten kurzzeitig besucht hatte. Die Leichen von Karen und Taha werden daraufhin von den Palmach-Leuten beerdigt. Der Film endet damit, dass Ari für beide eine Trauerrede hält, bei der er schwört, dass der Tag kommen werde, „an dem Araber und Juden in Frieden zusammen leben werden, in diesem Land, das sie im Tod so oft geteilt haben“.

## Sonstiges
Exodus wurde als Ensemblefilm gedreht. In einer Nebenrolle ist erstmals die später berühmte Sängerin Esther Reichstadt (bekannt geworden als Esther Ofarim) als Mrs. Hirschberg zu sehen. Ernest Golds mit dem Oscar ausgezeichnete Thema-Melodie wurde mehrfach neuinterpretiert, darunter von Jorge Morel, Belina, Angelika Milster, Ana Štefok, Bad Manners, Apollo 100, Ferrante & Teicher, Eddie Harris, The Duprees, Édith Piaf, Anthony Burger, Connie Francis, Mantovani, Maksim Mrvica, Martin Böttcher, Secret Chiefs 3 und Billy Stewart. Pat Boone verfasste 1961 einen Liedtext zur Titelmelodie.

## Kritiken
„Im Stil eines aktionsreichen Spannungsstückes verfilmt, wobei die geistigen und politisch-historischen Hintergründe sehr vereinfacht werden. Das ernsthafte Bemühen, den Anspruch jedes Menschen auf Freiheit und Würde auch aus der abenteuerlichen Handlung aufleuchten zu lassen, sichert dem Film dennoch Sympathie.“

„Der misslungene Versuch eines Geschichtsbildes. Für urteilsfähige Erwachsene.“

## Auszeichnungen
- 1961 – Oscar für Ernest Gold für die beste Filmmusik sowie je eine Nominierung für Sal Mineo für die beste Nebenrolle und Sam Leavitt für die beste Farbfotografie
- 1961 – Golden Globe für Sal Mineo als bester Nebendarsteller
- 1961 – Grammy für Ernest Gold für die Filmmusik
- 1961 – Golden Laurel für Sal Mineo als bester Nebendarsteller sowie je eine Nominierung für Paul Newman als bester Hauptdarsteller und Lee J. Cobb als bester Nebendarsteller